# Snegovik-počtovik
Snegovik-počtovik (in russo Снеговик-почтовик?, lett. Il pupazzo di neve portalettere) è un film d'animazione sovietico del 1955 basato sulla fiaba Ëlka di Vladimir Suteev. Diretto da Leonid Amal'ryk, è stato realizzato presso lo studio Sojuzmul'tfil'm.